# Khu công nghiệp Dubai
Khu công nghiệp Dubai được biết đến trước đây như Dubai Industrial City là khu công nghiệp chuyên dụng ở Dubai, thành lập năm 2004, có diện tích hơn 52 triệu mét vuông. Khi hoàn thành, sự phát triển sẽ bao gồm các khu vực thực phẩm và đồ uống và khu vận tải, kho và một khu vực bảo dưỡng rộng lớn. Những lĩnh vực này được bổ sung thêm hậu cần, giáo dục và phát triển đa chức năng. Nó sẽ được đặt gần Sân bay quốc tế Al Maktoum dọc theo đường Emirates. Khu vực dự kiến sẽ chứa khoảng 500.000 người khi hoàn thành vào năm 2015.
Khu công nghiệp Dubai sau khi hoàn thành sẽ bao gồm 6 khu:
- Khu vực 1: Thực phẩm và đồ uống
- Khu vực 2: Thiết bị và bộ phận vận chuyển
- Khu vực 3: Máy móc và thiết bị
- Khu vực 4: Sản phẩm khoáng sản
- Khu vực 5: Kim loại
- Khu vực 6: Hóa chất

## Những phát triển gần đây
Kể từ tháng 3 năm 2009, việc xây dựng kho của khu công nghiệp Dubai đã hoàn thành và toàn bộ dự án sẽ hoàn thành vào năm 2015.